# Kättilstad (naturreservat)
Kättilstad är ett naturreservat i Kinda kommun i Östergötlands län.
Området är naturskyddat sedan 1999 och är 31 hektar stort. Reservatet omfattar sydsluttningar av Kalensbergen norr om byn Kättilstad. Reservatet består av ekhagar och barrnaturskog.